# Odilia García

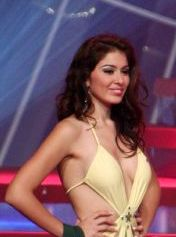
Odilia García (2007)

Odilia Pamela García Pineda (* 18. Januar 1987 in Lima, Peru) ist eine peruanische Schönheitskönigin. Sie vertrat ihr Land bei Miss World 2011 in London.

## Schönheitswettbewerbe
García repräsentierte die peruanische Region Junin bei der Wahl zur Miss Peru Universe 2006 und kam ins Viertelfinale. Danach nahm sie an Miss Maja Mundial teil und wurde erste Finalistin. Sie repräsentierte auch Girona bei Miss Spanien 2007 und Peru bei Miss Earth 2007 auf den Philippinen und in Vietnam. Hier wurde sie Finalistin und gewann den „Miss Fitness“-Preis.
García wetteiferte als Miss Junin im Miss-Peru-2011-Wettkampf, der am 25. Juni 2011 in El Callao durchgeführt wurde, in dem sie gewann. Sie bekam auch den „Schönstes Lächeln“-Preis. Sie reiste als Repräsentantin Perus zur Miss World 2011 nach London, die am 7. November 2011 stattfand. 

## Berufliches
Im Jahr 2015 schloss sie ihr Jurastudium an der UAB ab. Sie gründete einen Onlineshop für Brautzubehör.